# 52 v. Chr.
Portal Geschichte | Portal Biografien | Aktuelle Ereignisse | Jahreskalender | Tagesartikel

◄ |
2. Jahrhundert v. Chr. |
1. Jahrhundert v. Chr. |
1. Jahrhundert |
►

◄ | 70er v. Chr. | 60er v. Chr. | 50er v. Chr. | 40er v. Chr. |
30er v. Chr. |
►

◄◄ | ◄ | 55 v. Chr. | 54 v. Chr. | 53 v. Chr. | 52 v. Chr. |
51 v. Chr. |
50 v. Chr. |
49 v. Chr. |
► |
►►
Staatsoberhäupter

## Ereignisse

### Gallischer Krieg
- Die aufständischen Gallier unter Vercingetorix erleiden im Gallischen Krieg eine Niederlage gegen das römische Eroberungsheer unter Gaius Iulius Caesar in der Schlacht um Avaricum. In der eroberten Stadt lässt Caesar seinen Soldaten freie Hand: Sie bringen 40.000 Menschen um.
- In der Schlacht von Gergovia erleiden die Truppen Caesars eine Niederlage gegen die Gallier unter Vercingetorix.
- Unter dem Druck der anstürmenden Römer brennen die Parisii (ein keltischer Volksstamm) ihr seit dem 3. Jahrhundert v. Chr. existierendes Inselfort Lutetia Parisiorum auf der Seine-Insel Ile de la Cité ab und überlassen es den Invasoren (Schlacht von Lutetia). Die Römer bauen Lutetia wieder auf, befestigen es und dehnen es noch auf das linke Seine-Ufer aus. Dort bauen sie Bäder und ein Forum. Später wird Lutetia unter den Namen Civitas Parisiorum bzw. Parisia im römischen Reich bekannt, hatte aber noch nicht die Bedeutung, welche die Stadt als Paris schließlich unter den Franken erlangen wird.
- Niederlage der gallischen Reiterei in der Schlacht am Armançon.
- Entscheidender Sieg der Römer unter Julius Caesar über die aufständischen Gallier unter Vercingetorix in der Schlacht um Alesia (Alise-Sainte-Reine).

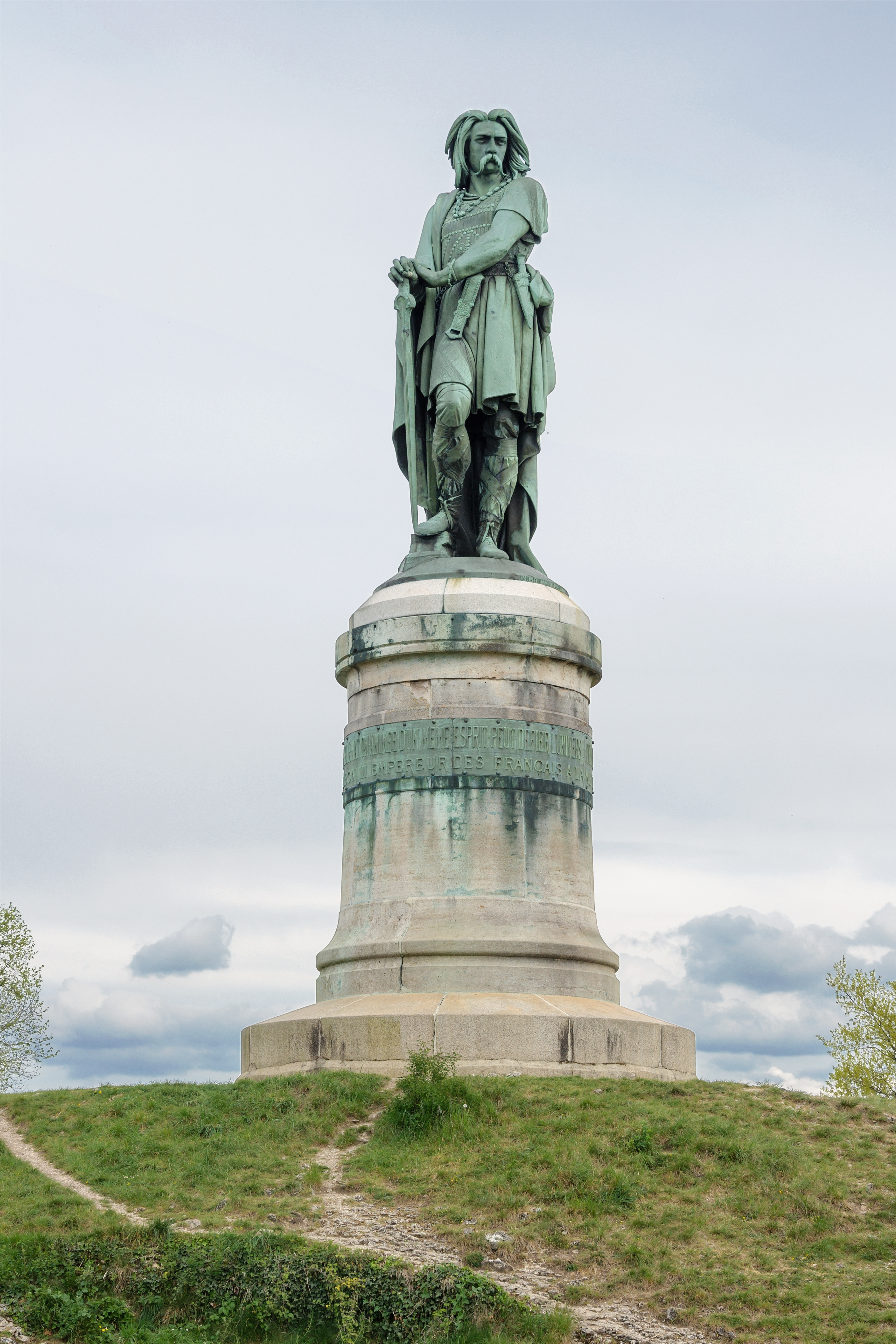
Vercingetorix-Denkmal in Alesia
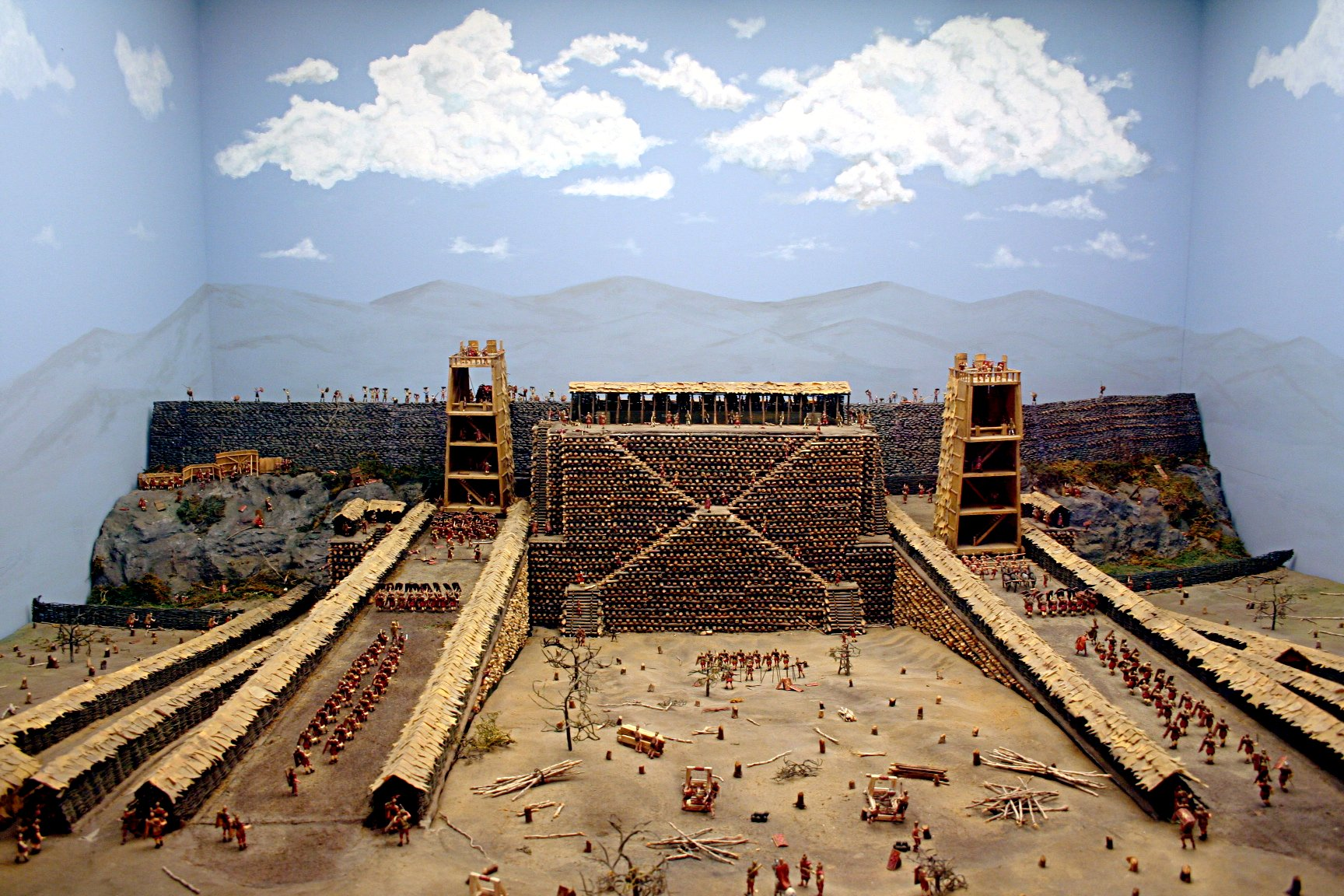
Modell der Belagerungsanlage von Avaricum im Museum of the United States Military Academy

### Rom
- 18. Januar: Bei Kämpfen auf der Via Appia nahe Bovillae ermordet eine von Titus Annius Milo angeführte bewaffnete Bande den zur Partei der Popularen gehörende Politiker Publius Clodius Pulcher.
- Marcus Tullius Cicero hält die erfolglose Verteidigungsrede für Milo, der daraufhin ins Exil nach Massilia geht.
- Nach den Unruhen in Rom ernennt der Senat Gnaeus Pompeius Magnus zum Konsul sine collega (ohne Kollegen).

## Gestorben
- 18. Januar: Publius Clodius Pulcher, römischer Politiker (* um 92 v. Chr.)
- Zhao Chongguo, chinesischer General (* 137 v. Chr.)
- um 52 v. Chr.: Surenas, parthischer Feldherr (* um 84 v. Chr.)